# 近大節
「近大節」は近畿大学の応援歌である。作詞・作曲者の名前は不詳ではあるものの、歴史的な経緯から近畿大学応援部OG・OB会がその著作権を主張している。
また、近畿大学の併設校であるいくつかの附属校でも唄われている。

## 概要
大阪府中河内郡弥刀村を流れる長瀬川のほとり、現在の東大阪市小若江において大正15年に開学された日本大学専門学校（後の近畿大学の母体の一つ）は昭和15年に日本大学から経営分離され大阪専門学校として独立することとなった。
往事を知る大阪専門学校の卒業生の口伝によると、この頃から唄われていた歌が元々の起こりであるという。
当時、明治の頃から近畿一円で唄われていた歌があった。この歌はとある心中事件を題材に唄われた歌であり、近畿を中心とした西日本で様々なバリエーションの歌が唄われていた。
その頃は、学校近くの久宝寺地区に大阪専門学校の寮が存在しており、当時の寮生もこの歌をよく唄っていたという。
専門学校時代においては一時期各応援団有志会が乱立していたが、昭和16年頃に大阪専門学校の全学応援団として統一された。
昭和18年に発令された在学徴集延期臨時特例（昭和18年勅令第755号）、いわゆる学徒出陣の対象が旧制大学・旧制高等学校・旧制専門学校などの高等教育機関に在籍する文科系学生であったため、大阪専門学校の学生もその対象となり徴兵検査を受け陸海軍へ入隊した。
そういった当時の世相のなかから、学徒出陣に対しての意気を示そうと元歌の節回しをつかった「報国節」という応援歌が当時の学生によって作られて大いに唄われるようになり、特に入隊を見送り見送られる際に、この「報国節」が大阪専門学校報国隊に改編された応援団を中心とした大阪専門学校の学生によって盛んに唄われていた。（作詞者・編曲者不詳）
昭和24年の学制改革により大阪理工科大学と大阪専門学校を合併し、近畿大学が設立された。
近畿大学が設立された当時も各地区・各運動部毎に有志応援団が作られ活発に活動していたが、それから2年後にあたる昭和26年に一時期乱立していた各有志応援団が統合され近畿大学応援団が結成された。近畿大学応援団の初期団員によりそれまで唄われていた「報国節」の歌詞が改められ、昭和30年卒の石中仁人により「近大節」として採譜、編曲され、現在に至るまで唄われ続けている。
近畿大学の校歌は創立者の世耕弘一により作詞されたが、「近大節」は多くの大学の学生愛唱歌と同様、学生の手により作られた愛唱歌である。

## 全国的な広がり
かつては全国の数多くの大学応援団や高校応援団によって応援歌の一つとして取り入れられ、全国の学生の愛唱歌の一つとして多くの学生により「○○節」「○○小唄」として唄われた。
主として学生の愛唱歌として唄われているが、この歌を唄っている組織・団体もあるという。
最も有名なものとして「日大節」がある。
かつて近畿大学応援団と日本大学応援団は、大学設立時の関係性から応援団同士で兄弟校としての交流をもっており、その交流のなかでこの近大節を含むいくつかの歌の交歓が行われた。
普段の交流のみならず、硬式野球部や相撲部等の全国大会で両校の応援団が顔を合わせることも多々あったが、近大応援団の前では日大節をしない、という紳士協定も結ばれていた。
近畿大学応援団は昭和26年に結成された全日本学生応援団連盟に創団間もないながらも加盟し、連盟委員長に近大応援団の初代団長が就任。
また、それに伴い連盟事務局が近畿大学に置かれた。全日本学生応援団連盟加盟校とのそういった関係性からも全国へと拡がっていく契機となった。
昭和38年には、コロンビアレコードにより「近大節」の替え歌である「学生節」が販売されたが、近畿大学応援団の抗議により原曲が近大節であることを説明する、という条件のもと再販売されることとなった。

## 歌詞 の変遷
「報国節」の時代には
「長瀬の街」が「御國の道」、「紋付き袴」が「教練服」、「どんなもの」が「何者さま」
「母校のためなら」が「御國のためなら」であった。

また、広島県呉市にあった工学部（現在は東広島市高屋に移転）においては、工学部応援団により前口上や歌詞に広島や呉の情景を詠んだ工学部版の近大節が唄われていた。

## 近畿大学応援団
近畿大学応援団では公的な場で近大節の歌の指揮を執るのはリーダー長のみであり、袴姿で金銀の扇子を用いる型と学生服での型と2つのリーダーの型が継承されている。